# Tiếng Lozi
Tiếng Lozi, còn được gọi là siLozi hay Rozi, là một ngôn ngữ Bantu của ngữ hệ Niger-Congo, được nói bởi người Lozi, chủ yếu ở tây nam Zambia. Ngôn ngữ này liên quan chặt chẽ nhất với tiếng Bắc Sotho (Sesotho sa Leboa), tiếng Tswana (Setswana), tiếng Kgalagadi (SheKgalagari) và tiếng Sotho (Sesotho/Nam Sesotho). Tiếng Lozi được nói bởi khoảng sáu phần trăm dân số Zambia. Silozi là nội danh (tên của ngôn ngữ được sử dụng bởi người bản ngữ) theo định nghĩa của Liên Hợp Quốc, còn Lozi là ngoại danh.
Tiếng Lozi được phát triển từ sự pha trộn hai ngôn ngữ: Luyana và Kololo. Người Luyana đến từ Vương quốc Luba và Vương quốc Lunda (nơi ngày nay là khu vực Katanga, lưu vực sông Congo), di cư về phía nam vào cuối thế kỷ 17 hoặc đầu thế kỷ 18. Ngôn ngữ của họ, do đó, có liên quan mật thiết với tiếng Luba và tiếng Lunda. Họ định cư trên vùng đồng bằng thượng lưu Zambezi tại nơi nay là miền tây Zambia và phát triển một vương quốc, Barotseland (đây cũng là nguồn gốc tên gọi của bãi ngập Barotse-Bulozi).
Người Kololo thuộc nhóm người Sotho, từng sống ở vùng mà ngày nay là tỉnh Free State của Nam phi. Kololo bị buộc phải chạy trốn khỏi Mfecane của Shaka Zulu trong những năm 1830. Sử dụng chiến thuật bắt chước từ quân đội Zulu, người Kololo đã chinh phục Luyana trên vùng đồng bằng ngập nước Zambezi, cưỡng ép người dân ở đây thi hành luật lệ và thu nhận tiếng nói của họ. Tuy nhiên, đến năm 1864, người dân bản địa đã nổi dậy và lật đổ người Kololo. Vào thời điểm đó, tiếng Luyana đã bị lãng quên phần lớn; ngôn ngữ lai mới được gọi là Lozi hoặc Silozi, mang nét gần gũi với tiếng Sotho hơn bất kỳ ngôn ngữ lân cận nào khác ở Zambia.
Tiếng Lozi cũng được nói ở Zimbabwe, Botswana và Namibia (Vùng Zambezi).

### Câu chuyện bằng tiếng Lozi
- Sibetta, O.Kwibisa, Ze Patezwi ba Banca, Lubuto Library Special Collections, accessed ngày 3 tháng 5 năm 2014
- Silozi language stories[liên kết hỏng], Lubuto Library Special Collections, accessed ngày 3 tháng 5 năm 2014